# 한돈
한돈(韓豚/Korean native pork)은 한우와 마찬가지로 국내산 돼지고기 판촉을 위해 고안된 명칭이다.

## 비판
국내에서 생산되는 돼지고기에 대한 인식을 제고하기 위함이 본래의 취지. 그러나 여러모로 비판을 받고있다.

### 위생과 품질
과거와 달리 여러 매체를 통해 후진적이며 비위생적인 한국 돈사의 한계가 널리 알려진 관계로 본 용어 도입의 실효성은 의심스럽다. 낙후되고 소규모에 불과한 한국 돈사의 특성상, 철저한 이력 관리는 고사하고 우수한 육질 또한 보증하기 힘들다.

### 이름뿐인 한돈
한우는 외국종과 품종이 다르지만, 한돈의 품종은 똑같다. 한돈의 품종은 요크셔돼지, 듀록돼지 등의 해외 유래 품종이다. 한국의 진짜 토종 돼지는 제주도 등에서만 소규모로 사육되는 제주 흑돼지이며, 99%의 일반 대중은 대부분 YLD(요크셔, 랜드레이스, 듀록) 그리고 버크셔돼지만 먹을 뿐이다. 또한 돼지가 먹는 배합사료의 대부분을 차지하는 옥수수는 90%가 수입산이다.

## 같이 보기
- HACCP